# Prawosławne seminarium duchowne w Krzemieńcu

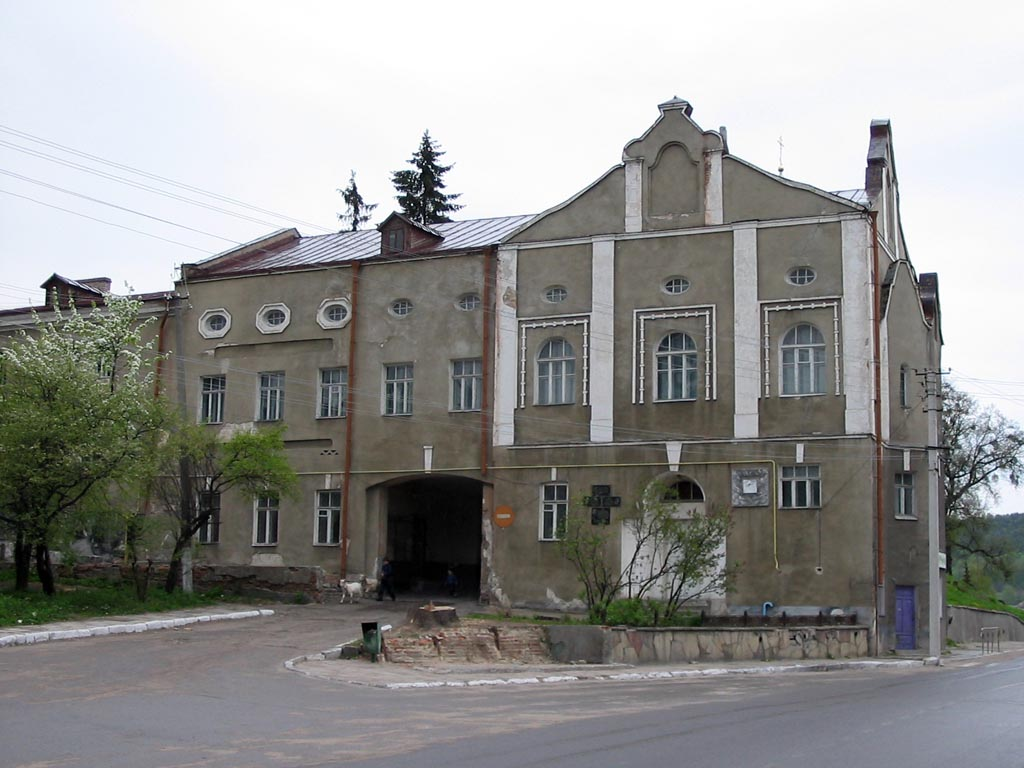
Dawny budynek seminaryjny

Prawosławne seminarium duchowne w Krzemieńcu – seminarium duchowne przeznaczone dla alumnów wyznania prawosławnego, z siedzibą w monasterze Objawienia Pańskiego w Krzemieńcu. Funkcjonowało w latach 1832–1901 w jurysdykcji Rosyjskiego Kościoła Prawosławnego i ponownie w dwudziestoleciu międzywojennym w jurysdykcji Polskiego Autokefalicznego Kościoła Prawosławnego.

## Historia

### W Imperium Rosyjskim

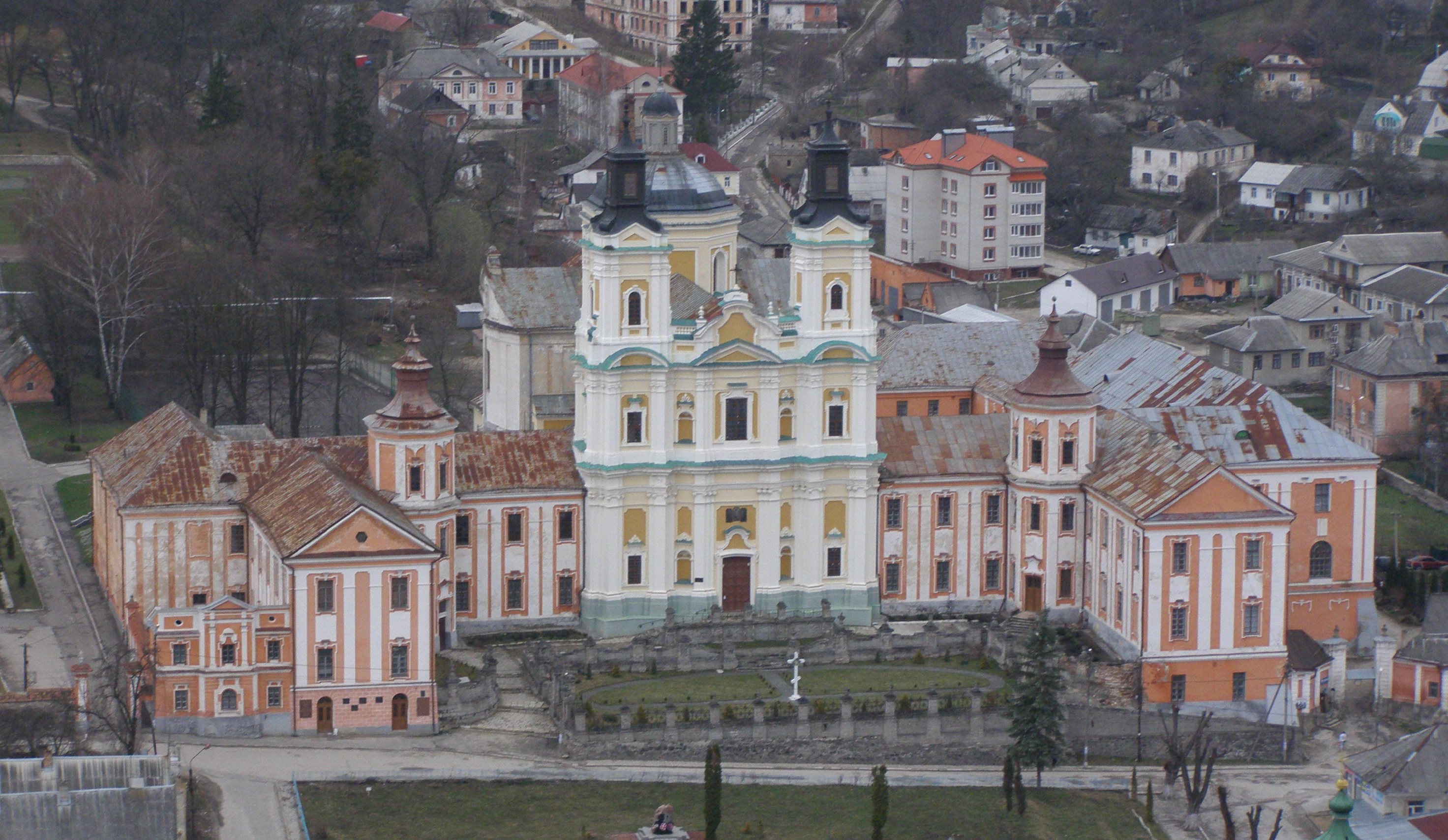
Budynek Liceum Krzemienieckiego został zaadaptowany na siedzibę seminarium, które mieściło się w nim od 1836 do 1901

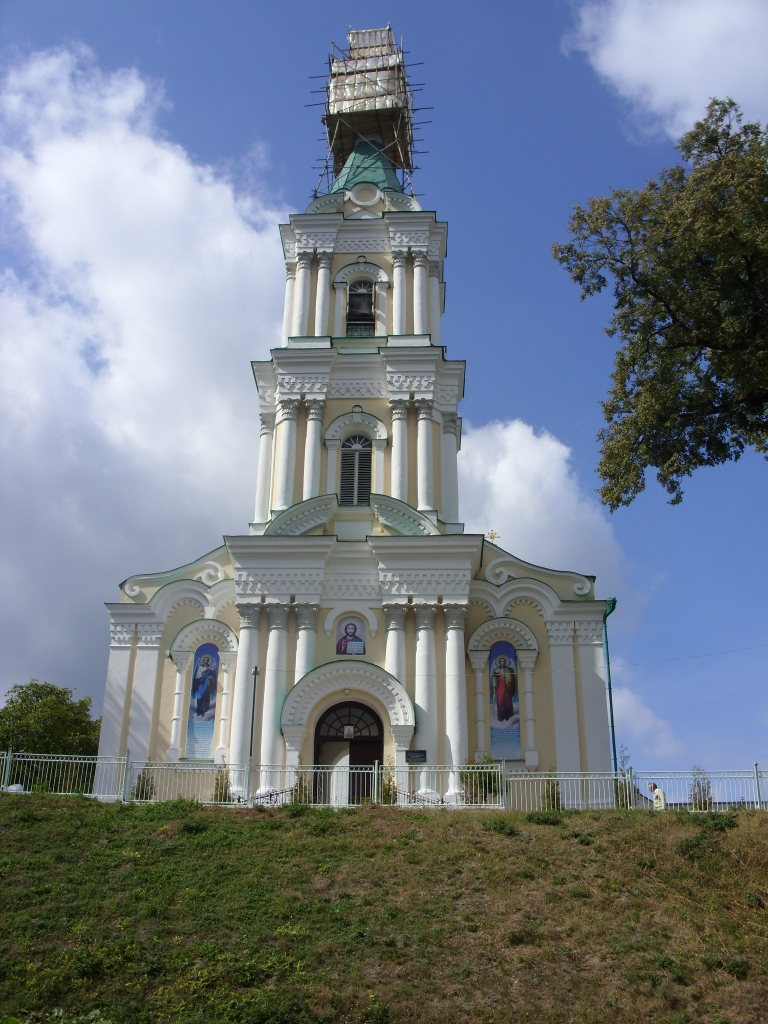
Monaster Objawienia Pańskiego w Krzemieńcu był siedzibą seminarium w okresie międzywojennym

Seminarium duchowne w Krzemieńcu (Wołyńskie Seminarium Duchowne) zostało otwarte w 1836 w budynkach zlikwidowanego w ramach represji po powstaniu listopadowym polskiego Liceum Krzemienieckiego. Szkoła była kontynuatorem tradycji seminarium, które od końca XVIII w. działało kolejno w Ostrogu i Annopolu. Budynki licealne zostały w 1832 wydzierżawione przez odpowiednie instytucje cerkiewne, które otworzyły w miejscowości również niższą szkołę parafialną. W 1838 w obu placówkach uczyło się 437 słuchaczy. Seminarium funkcjonowało w Krzemieńcu do roku szkolnego 1901/1902, gdy zostało przeniesione do nowo oddanego do użytku kompleksu obiektów w Żytomierzu, gdzie od 1841 znajdowała się rezydencja biskupów wołyńskich. Do końca XIX w. dyplomy końcowe seminarium w Krzemieńcu oraz analogicznej placówki w Wilnie uzyskało 800 osób.

### W II Rzeczypospolitej
Seminarium duchowne w monasterze Objawienia Pańskiego w Krzemieńcu zostało otwarte ponownie w 1919. Kadra pedagogiczna placówki pochodziła z seminarium w Chełmie, które nie wznowiło działalności po 1915. W 1921 władze polskie zgodziły się na funkcjonowanie seminarium. Tymczasowe przepisy o stosunku rządu do Kościoła prawosławnego w Polsce wymieniają szkołę, obok seminarium wileńskiego, jako jedną z dwóch placówek, których absolwenci mieli prawo do podejmowania pracy duszpasterskiej w prawosławnych parafiach na terytorium Polski. Władze polskie dążyły do polonizacji obydwu seminariów, wprowadzając do nich język polski jako wykładowy i doprowadzając do reformy programów nauczania. Wizytacja z 1923 wykazała zły stan materialny szkoły – budynek seminarium był zaniedbany, wyposażenie w pomoce naukowe było niewystarczające, brakowało internatu, przez co alumni musieli wynajmować kwatery prywatne. Kurator wołyńskiego okręgu szkolnego twierdził, że seminarzyści wielokrotnie brali udział w burdach na terenie miasta, a placówka służyła jako schronisko dla osób nienadających się do wykonywania bardziej skomplikowanych zawodów. Mimo to władze cerkiewne nie zgadzały się na przeniesienie szkoły do Warszawy, co sugerowały władze państwowe, pragnąc usunąć ją z zamieszkanego przez znaczną społeczność prawosławną Wołynia i odizolować seminarzystów od środowiska ukraińskiego. W 1924 władze polskie cofnęły zgodę na działanie seminarium. 
Hierarchia PAKP podjęła z rządem rozmowy w sprawie przywrócenia zezwolenia na prowadzenie szkoły. W 1925 Ministerstwo Wyznań Religijnych i Oświecenia Publicznego zdecydowało o nadaniu placówce charakteru dziewięcioklasowego gimnazjum z internatem, podległego metropolicie warszawskiemu i całej Polski i kierowanego przez mianowanego przezeń rektora. Jedynie za nauczanie przedmiotów nieteologicznych odpowiadał wyznaczany przez ministra dyrektor. Władze państwowe nie zgodziły się na wprowadzenie jako wyłącznego języka wykładowego języka ukraińskiego, utrzymując język polski, z wyjątkiem kierunkowych przedmiotów teologicznych. Absolwenci szkoły mieli prawo podejmowania nauki w Studium Teologii Prawosławnej Uniwersytetu Warszawskiego. Po reformie edukacyjnej w 1932 szkołę podzielono na sześć klas ogólnych, cztery klasy gimnazjalne i dwuletnie liceum teologiczne. W roku szkolnym 1935/1936, po naradach państwowo-kościelnych, obie strony zgodziły się na likwidację seminarium krzemienieckiego (jak i wileńskiego) i zastąpienie obydwu szkół przez jedno Liceum Teologiczne w Warszawie. Proces ten nie doszedł do skutku z powodu wybuchu II wojny światowej. Po niej seminarium nie wznowiło działalności. Do tradycji szkoły nawiązuje Wołyńskie Seminarium Duchowne z siedzibą w Łucku, powstałe w 1991.

## Związani z seminarium

### Rektorzy[1]
- Krzysztof (Emmausski), 1837
- Teodozjusz (Szapowałenko), 1848–1852
- Efrem (Riazanow), 1852–1857
- Teofilakt (Gubin), 1857–1860
- Aleksandr Chotowicki, 1873
- Symeon (Pokrowski), 1890–1893
- Michał (Jermakow), 1893
- Teodozjusz (Ołtarżewski), 1899–1901

- Antoni (Marcenko), 1926

### Absolwenci
- Aleksander Chotowicki, rosyjski duchowny prawosławny, misjonarz w Stanach Zjednoczonych, święty prawosławny[7]
- Aleksy Baranow, polski duchowny prawosławny, Ukrainiec z pochodzenia[8]
- Cyprian (Borisewicz), biskup Kościoła Prawosławnego w Ameryce[9]
- Hiob (Kresowycz), ukraiński duchowny prawosławny służący w PAKP, a następnie w Rosyjskim Kościele Prawosławnym[10]
- Jerzy (Korenistow), rosyjski biskup prawosławny służący w jurysdykcji PAKP[11]
- Piotr Ohryzko i Sergiusz Zacharczuk, ukraińscy duchowni prawosławni służący w jurysdykcji PAKP, jedni z męczenników chełmskich i podlaskich
- Sylwester (Malewanski), biskup Rosyjskiego Kościoła Prawosławnego[12]
- Warłaam (Borisewicz), biskup Rosyjskiego Kościoła Prawosławnego[13]

### Słuchacze
- Aleksander (Pietrowski), arcybiskup charkowski, ukończył cztery klasy seminarium[14]